# Hospitalitermes hospitalis
Hospitalitermes hospitalis (лат.) — вид носатых термитов из семейства Termitidae (Nasutitermitinae). Леса Юго-Восточной Азии (в том числе Индонезия), Индия, Шри-Ланка, южный Китай. Фуражируют открыто массовыми колоннами из рабочих особей и солдат. Ширина колонн 2—3 см (до 8 термитов в ряд). Уходят от гнезда в среднем на 29 м (максимально — до 65 м), посещая соседние деревья. В одну фуражировочную экспедицию могут быть вовлечены до 0,5 млн особей одного термитника. Большую часть ночи колонна представляет собой дорогу с двусторонним движением: исходящие из гнезда рабочие (без груза) и рабочие, возвращающиеся в гнездо с кусочками пищи (микроэпифиты, сгрызаемые ими со ствола дерева). В качестве пищи служат лишайники, мхи, грибы и другие микроэпифиты. Это одни из немногих видов термитов (Hospitalitermes, вместе с Grallatotermes и Constrictotermes), которые используют живые сосудистые растения (большинство термитов питаются мёртвыми растениями). Длина рабочих и солдат около 0,5 см (самцы — 1 см; брюшко самок в период яйцекладок — до 2 см). Усики рабочих состоят из 16 члеников, солдат — из 14, самцов — из 15 члеников. Голова солдат оранжевая, а у рабочих — тёмно-коричневая. Также это одни из немногих видов и родов термитов (Hospitalitermes, вместе с Lacessititermes и Longipeditermes), которые проводят фуражировку колоннами на открытом воздухе.